# Enguerrand IV de Coucy

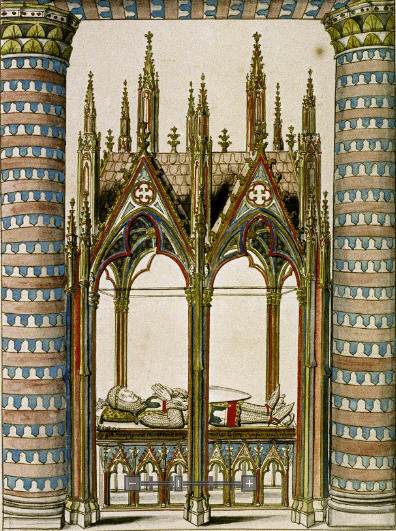
Enguerrand IV:s grav.

Enguerrand IV de Coucy, ca 1236 till 1311, var yngre bror, och efterträdare, till Raoul II de Coucy.
Enguerrand IV innehade titeln Sire de Coucy från hans brors död 1250 fram till sin egen död 1311.

## Biografi

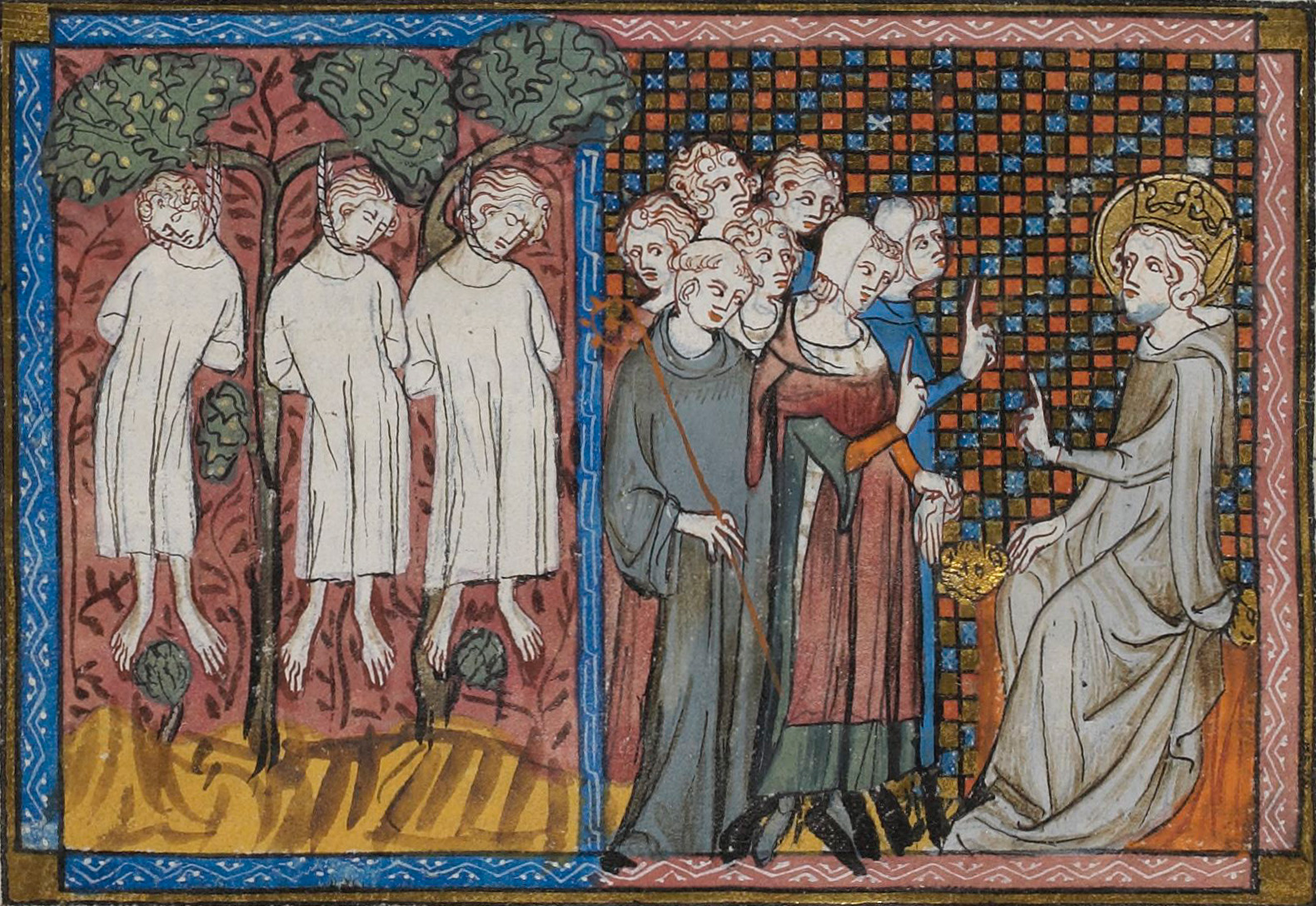
Ludvig IX avkunnar domen mot Enguerrand IV.

Enguerrand IV lyckades i stort bibehålla Enguerrand den stores position efter det att hans äldre bror dog under ett korståg. Hans styrelse blev beryktad för sin grymhet. När tre personer, utan rättegång, hade blivit avrättade eftersom Enguerrand IV ansåg att dessa hade gjort sig skyldiga till tjuvjakt ansåg sig Ludvig IX av Frankrike till slut tvungen att ingripa. Enguerrand IV ville lösa rättsfrågan genom envig, vilket kungen avböjde, då han ansåg att detta rättsinstitut var obsolet.

## Rättshistorisk betydelse
Rättsfallets främsta betydelse var inte att institutet envig befanns varande obsolet, utan att rätten att få sin sak prövad i domstol slogs fast av Parisparlamentet.